# Đường thi tam bách thủ

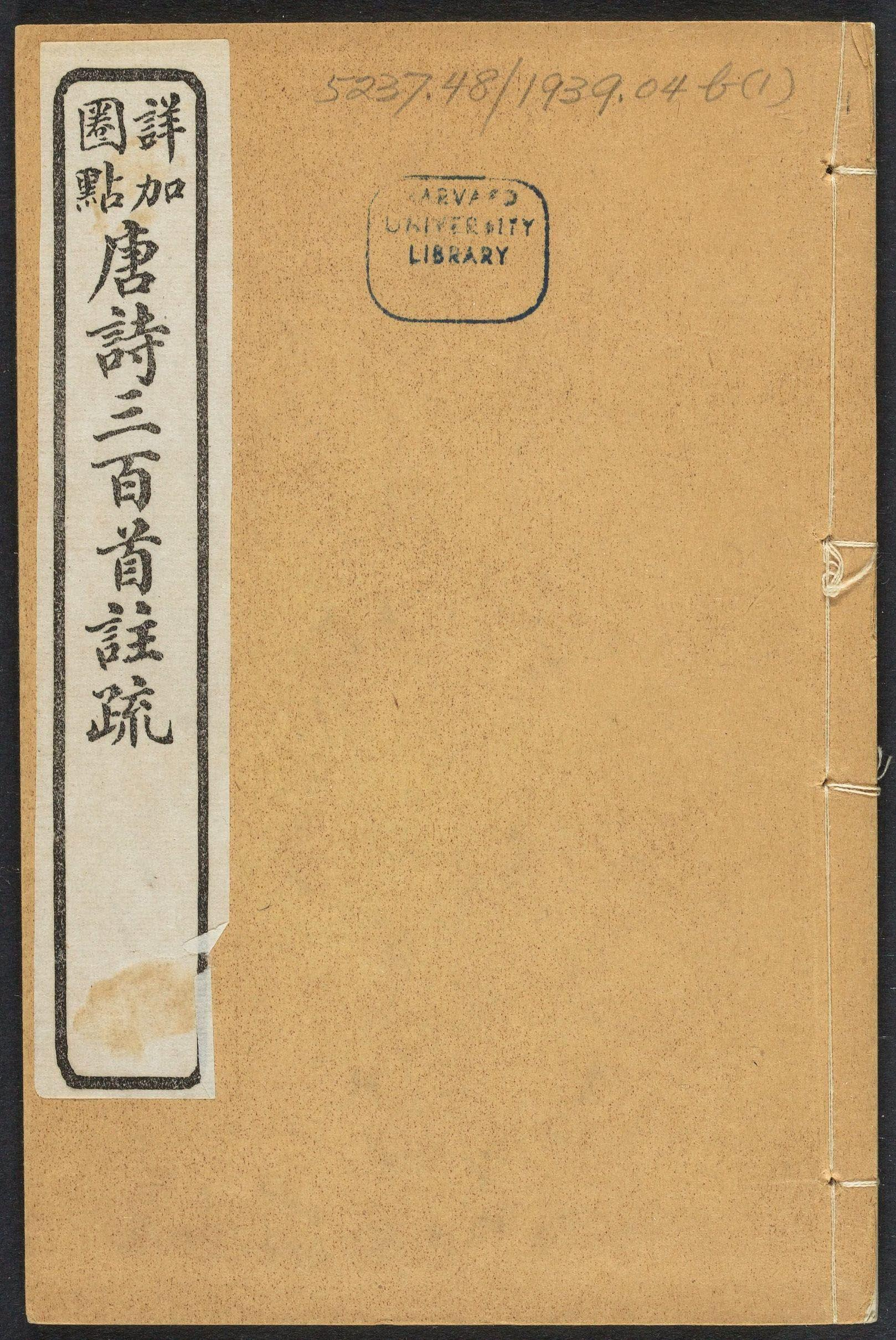
Bìa tuyển tập Đường thi tam bách thủ thời Dân Quốc.

Đường thi tam bách thủ (chữ Hán phồn thể: 唐詩三百首) là một tuyển tập gồm hơn 300 bài thơ Đường do học giả Tôn Thù (1722-1778) cùng phu nhân Từ Lan Anh tuyển soạn vào khoảng năm 1763 triều Càn Long thời nhà Thanh. Năm Đạo Quang, Thượng Nguyên nữ sử Trần Uyển Tuấn cùng em trai là Trần Tấn Phiên tiến hành phổ chú.
Sau này các phiên bản khác cũng xuất hiện, tất cả đều có nhiều hơn 300 bài thơ, từ "Tam bách" ở đây đề cập đến một số lượng ước chừng và mười, hai mươi hoặc nhiều hơn nữa các bài thơ được thêm vào là để thể hiện sự tốt lành. Số 300 (hay chính xác hơn là 305) được coi là con số kinh điển trong các tuyển tập thơ do ảnh hưởng từ cuốn Kinh Thi.
Không bằng lòng với tuyển tập Thiên gia thi (千家詩) của Lưu Khắc Trang cuối thời Nam Tống, Tôn Thù chịu ảnh hưởng của cách tuyển soạn thời Minh đã lựa chọn các bài thơ dựa vào sự phổ biến và giá trị giáo huấn của chúng. Tuyển tập của ông được biết đến rộng rãi và có mặt tại nhiều gia đình Trung Quốc. Suốt nhiều thế kỷ, các học trò đã thuộc lòng các bài thơ này để học cách đọc và viết chữ.
Tuyển tập có nhiều bài thơ từ các thi sĩ như Đỗ Phủ, Lý Bạch, Vương Duy, Lý Thương Ẩn, Mạnh Hạo Nhiên, Hàn Dũ, Đỗ Mục, Bạch Cư Dị, Lưu Trường Khanh, Sầm Than, Vương Xương Linh, Vi Ứng Vật, và các tác gia khác. Lý Hạ là một nhà thơ nổi tiếng vắng mặt trong hợp tuyển này.

## Cấu trúc
Phiên bản gốc thời Thanh của Đường thi tam bách thủ được sắp xếp theo cách luật, bao gồm các thể sau:
- Nhạc phủ
- Cổ thi:
  - Ngũ ngôn cổ thi
  - Thất ngôn cổ thi
- Cận thể thi:
  - Luật thi:
    - Ngũ ngôn bát cú
    - Thất ngôn bát cú

  - Tuyệt cú:
    - Ngũ ngôn tuyệt cú
    - Thất ngôn tuyệt cú

Trong số 317 bài thơ của một phiên bản, có 90 bài ở thể cổ thi và 227 bài ở thể luật thi hoặc tuyệt cú.

## Tác giả
Người có nhiều bài thơ trong Đường thi nhất là Đỗ Phủ với 39 bài, kế tiếp là Lý Bạch với 34 bài, Vương Duy với 29 bài, Lý Thương Ẩn với 24 bài, Mạnh Hạo Nhiên với 15 bài, Vi Ứng Vật với 12 bài. Trong số các tác giả có thơ được đưa vào Đường thi có cả những tác giả kém tên tuổi hơn và thậm chí có những tác giả khuyết danh, nhưng ngược lại cũng có bài thơ của một hoàng đế Nhà Đường là Đường Huyền Tông hay cuả một số quan lại như Cao Biền.
| Tên                       | Phồn thể | Giản thể | Bính âm        | Wade-Giles        | Thời gian         | Số bài trong Đường thi |
| ------------------------- | -------- | -------- | -------------- | ----------------- | ----------------- | ---------------------- |
| Bạch Cư Dị                | 白居易   | 白居易   | Bái Jūyì       | Po Chü-i          | 772–846           | 6                      |
| Tào Tùng                  | 曹松     | 曹松     | Cáo Sōng       | Ts'ao Song        | 830-903           | 1                      |
| Sầm Tham                  | 岑參     | 岑参     | Cén Shēn       | Ts'en Shen        | 715–770           | 7                      |
| Thường Kiến               | 常建     | 常建     | Cháng Jiàn     | Ch'ang Chien      | 708–765?          | 2                      |
| Trần Đào                  | 陳陶     | 陈陶     | Chén Táo       | Ch'en T'ao        | 824–882           | 1                      |
| Trần Tử Ngang             | 陳子昂   | 陈子昂   | Chén Zǐáng     | Ch'en Tzǔ-ang     | 661?–702          | 1                      |
| Thôi Đạo Dung             | 崔道融   | 崔道融   | Cuī Dào Róng   | Ts'ui Tao-jong    | 880-907           | 3                      |
| Thôi Hiệu                 | 崔顥     | 崔颢     | Cuī Hào        | Ts'ui Hao         | 704?–754          | 4                      |
| Thôi Hộ                   | 崔護     | 崔护     | Cuī Hù         | Ts'ui Hu          | 772-846           | 1                      |
| Thôi Tự                   | 崔曙     | 崔曙     | Cuī Shǔ        | Ts'ui Shu         | 704–739           | 1                      |
| Thôi Đồ                   | 崔塗     | 崔涂     | Cuī Tú         | Ts'ui T'u         | 854–?             | 2                      |
| Đới Thúc Luân             | 戴叔倫   | 戴叔伦   | Dài Shūlún     | Tai Shu-lun       | 732–789           | 1                      |
| Đỗ Phủ                    | 杜甫     | 杜甫     | Dù Fǔ          | Tu Fu             | 712–770           | 39                     |
| Đỗ Mục                    | 杜牧     | 杜牧     | Dù Mù          | Tu Mu             | 803–852           | 10                     |
| Đỗ Thu nương              | 杜秋娘   | 杜秋娘   | Dù Qiūniáng    | Tu Ch'iu-niang    | ?–825?            | 1                      |
| Đỗ Thẩm Ngôn              | 杜審言   | 杜审言   | Dù Shěnyán     | Tu Shen-yen       | 646–708?          | 1                      |
| Đỗ Tuân Hạc               | 杜荀鶴   | 杜荀鹤   | Dù Xúnhè       | Tu Hsün-hê        | 846–904           | 1                      |
| Cao Biền                  | 高駢     | 高骈     | Gāo Pián       | Kao Pian          | 821-887           | 1                      |
| Cao Thích                 | 高適     | 高适     | Gāo Shì        | Kao Shi           | 716?–765          | 2                      |
| Cố Huống                  | 顧況     | 顾况     | Gù Kuàng       | Ku K'uang         | 725—814           | 1                      |
| Hàn Hoành                 | 韓翃     | 韩翃     | Hán Hóng       | Han Hung          | 754?-784?         | 3                      |
| Hàn Ác                    | 韓偓     | 韩偓     | Hán Wò         | Han Wo            | 844–923           | 1                      |
| Hàn Dũ                    | 韓愈     | 韩愈     | Hán Yù         | Han Yü            | 768–824           | 4                      |
| Hạ Tri Chương             | 賀知章   | 贺知章   | Hè Zhīzhāng    | He Chih-chang     | 659?–744          | 1                      |
| Hồ Lệnh Năng              | 胡令能   | 胡令能   | Hú Lìngnéng    | Hu Ling-Neng      | 785-826           | 1                      |
| Hoàng Phủ Nhiễm           | 皇甫冉   | 皇甫冉   | Huángfǔ Rǎn    | Huang-fu Jan      | 716–769           | 1                      |
| Giả Đảo                   | 賈島     | 贾岛     | Jiǎ Dǎo        | Chia Tao          | 779–843           | 1                      |
| Kiểu Nhiên                | 皎然     | 皎然     | Jiǎorán        | Chiao-jan         | 730–799           | 1                      |
| Kim Xương Tự              | 金昌緒   | 金昌绪   | Jīn Chāngxù    | Chin Ch'ang-hsü   | ?                 | 1                      |
| Lý Bạch                   | 李白     | 李白     | Lǐ Bái (Lǐ Bó) | Li Pai (Li Po)    | 701–762           | 34                     |
| Lý Đoan                   | 李端     | 李端     | Lǐ Duān        | Li Tuan           | 743–782           | 1                      |
| Lý Hạ                     | 李賀     | 李贺     | Lǐ Hè          | Li He             | 790-816           | 2                      |
| Lý Tần                    | 李頻     | 李频     | Lǐ Pín         | Li P'in           | 818–876           | 1                      |
| Lý Kỳ                     | 李頎     | 李颀     | Lǐ Qí          | Li Ch'i           | 690–751           | 7                      |
| Lý Kiệu                   | 李峤     | 李嶠     | Lǐ Qiào        | Li Ch'iao         | 645-714           | 2                      |
| Lý Thương Ẩn              | 李商隱   | 李商隐   | Lǐ Shāngyǐn    | Li Shang-yin      | 813?–858?         | 24                     |
| Lý Thân                   | 李紳     | 李绅     | Lǐ Shēn        | Li Shen           | 772-846           | 1                      |
| Lý Ích                    | 李益     | 李益     | Lǐ Yì          | Li I              | 748?–827?         | 3                      |
| Lưu Trường Khanh          | 劉長卿   | 刘长卿   | Liú Chángqīng  | Liu Chang-ch'ing  | 710?–789?         | 11                     |
| Lưu Phương Bình           | 劉方平   | 刘方平   | Liú Fāngping   | Liu Fang-p'ing    | giữa thế kỷ thứ 8 | 2                      |
| Lưu Thận Hư               | 劉眘虛   | 刘眘虚   | Liú Shènxū     | Liu Shen-hsü      | đầu thế kỷ thứ 8  | 1                      |
| Lưu Vũ Tích               | 劉禹錫   | 刘禹锡   | Liú Yǔxī       | Liu Yü-hsi        | 772–842           | 4                      |
| Liễu Trung Dung           | 柳中庸   | 柳中庸   | Liǔ Zhōngyōng  | Liu Chung-yung    | ?–775?            | 1                      |
| Liễu Tông Nguyên          | 柳宗元   | 柳宗元   | Liǔ Zōngyuán   | Liu Tsung-yüan    | 773–819           | 5                      |
| Lô Luân                   | 盧綸     | 卢纶     | Lú Lún         | Lu Lun            | 739–799           | 6                      |
| Lục Quy Mộng              | 陸龜蒙   | 陆龟蒙   | Lù Guīméng     | Lu Kui-meng       | ?-881             | 1                      |
| Lạc Tân Vương             | 駱賓王   | 骆宾王   | Luò Bīnwáng    | Lo Pin-wang       | 640?–684?         | 1                      |
| La Ẩn                     | 羅隱     | 罗隐     | Luó Yǐn        | Lo Yin            | 833-910           | 2                      |
| Mã Đới                    | 馬戴     | 马戴     | Mǎ Dài         | Ma Tai            | 799–869           | 2                      |
| Mạnh Hạo Nhiên            | 孟浩然   | 孟浩然   | Mèng Hàorán    | Meng Hao-jan      | 689?–740          | 15                     |
| Mạnh Giao                 | 孟郊     | 孟郊     | Mèng Jiāo      | Meng Chiao        | 751–814           | 2                      |
| Niếp Di Trung             | 聶夷中   | 聂夷中   | Niè Yízhōng    | Nie YiChong       | 837-884           | 1                      |
| Bùi Địch                  | 裴迪     | 裴迪     | Péi Dí         | Pei Ti            | 716?–?            | 1                      |
| Tiền Khởi                 | 錢起     | 钱起     | Qián Qǐ        | Ch'ien Ch'i       | 722?–780?         | 3                      |
| Tần Thao Ngọc             | 秦韜玉   | 秦韬玉   | Qín Tāoyù      | Ch'in T'ao-yü     | cuối thế kỷ thứ 9 | 1                      |
| Khâu Vi                   | 邱為     | 邱为     | Qiū Wéi        | Ch'iu Wei         | 694–789?          | 1                      |
| Kỳ Vô Tiềm                | 綦毋潛   | 綦毋潜   | Qíwú Qián      | Ch'i-wu Ch'ien    | 692?–755?         | 1                      |
| Quyền Đức Dư              | 權德輿   | 权德舆   | Quán Déyú      | Ch'uan Tê-yu      | 759–818           | 1                      |
| Nhung Dục                 | 戎昱     | 戎昱     | Róng Yù        | Jong Yu           | 740-800           | 2                      |
| Trầm Thuyên Kỳ            | 沈佺期   | 沈佺期   | Shěn Quánqī    | Shên Ch'üan-ch'i  | 650?–713?         | 2                      |
| Thi Kiên Ngô              | 施肩吾   | 施肩吾   | Shī Jiānwú     | Shi Chuan'wu      | 780-861           | 1                      |
| Tư Không Thự              | 司空曙   | 司空曙   | Sī Kōngshǔ     | Ssû-k'ung Shu     | 720?–790?         | 3                      |
| Tống Chi Vấn              | 宋之問   | 宋之问   | Sòng Zhīwèn    | Sung Chih-wên     | 656?–712?         | 1                      |
| Đường Huyền Tông          | 唐玄宗   | 唐玄宗   | Táng Xuánzōng  | T'ang Hsüan-tsung | 685–762           | 1                      |
| Vương Bột                 | 王勃     | 王勃     | Wáng Bó        | Wang Po           | 649?–676          | 1                      |
| Vương Xương Linh          | 王昌齡   | 王昌龄   | Wáng Chānglíng | Wang Ch'ang-ling  | 698–756           | 8                      |
| Vương Hàn                 | 王翰     | 王翰     | Wáng Hàn       | Wang Han          | 687-726           | 1                      |
| Vương Giá                 | 王駕     | 王驾     | Wáng Jià       | Wang Chia         | 851-?             | 2                      |
| Vương Kiến                | 王建     | 王建     | Wáng Jiàn      | Wang Chien        | ?–830?            | 1                      |
| Vương Loan                | 王灣     | 王灣     | Wáng Wān       | Wang Wan          | 693–751           | 1                      |
| Vương Duy                 | 王維     | 王维     | Wáng Wéi       | Wang Wei          | 699–759           | 29                     |
| Vương Nhai                | 王涯     | 王涯     | Wáng Yá        | Wang Ya           | ？-835            | 1                      |
| Vương Chi Hoán            | 王之渙   | 王之涣   | Wáng Zhīhuàn   | Wang Tsu-huan     | 688–742           | 2                      |
| Vi Ứng Vật                | 韋應物   | 韦应物   | Wéi Yìngwù     | Wei Ying-wu       | 737–792           | 12                     |
| Vi Trang                  | 韋莊     | 韦庄     | Wéi Zhuāng     | Wei Chuang        | 836–910           | 2                      |
| Ôn Đình Quân              | 溫庭筠   | 温庭筠   | Wēn Tíngyún    | Wen T'ing-yun     | 812–870           | 4                      |
| Vô danh thị (khuyết danh) | 無名氏   | 无名氏   | Wúmíngshì      | Wu-ming-shih      | ?                 | 1                      |
| Tây bỉ nhân (khuyết danh) | 西鄙人   | 西鄙人   | Xī Bǐrén       | Hsi-pi Jen        | ?                 | 1                      |
| Hứa Hồn                   | 許渾     | 许浑     | Xǔ Hún         | Hsü Hun           | 791–858           | 2                      |
| Tiết Phùng                | 薛逢     | 薛逢     | Xuē Féng       | Hsueh Feng        | giữa thế kỷ thứ 9 | 1                      |
| Ư Hộc                     | 於鵠     | 于鹄     | Yú Hú          | Yü Hu             | ?-814?            | 3                      |
| Ngu Thế Nam               | 虞世南   | 虞世南   | Yù Shìnán      | Yü Shi-Nan        | 558-638           | 2                      |
| Nguyên Kết                | 元結     | 元结     | Yuán Jiē       | Yüan Chieh        | 723–772           | 2                      |
| Nguyên Chẩn               | 元稹     | 元稹     | Yuán Zhěn      | Yüan Chen         | 779–831           | 4                      |
| Trương Hỗ                 | 張祜     | 张祜     | Zhāng Hù       | Chang Hu          | 785               | 5                      |
| Trương Kế                 | 張繼     | 张继     | Zhāng Jì       | Chang Chi         | 715?–779?         | 1                      |
| Trương Tịch               | 張籍     | 张籍     | Zhāng Jí       | Chang Chi         | 766–830?          | 1                      |
| Trương Cửu Linh           | 張九齡   | 张九龄   | Zhāng Jiǔlíng  | Chang Chiu-ling   | 678?–740          | 5                      |
| Trương Bí                 | 張泌     | 张泌     | Zhāng Bì       | Chang Mi          | cuối thế kỷ thứ 9 | 1                      |
| Trương Kiều               | 張喬     | 张喬     | Zhāng Qiáo     | Chang Ch'iao      | ?                 | 1                      |
| Trương Húc                | 張旭     | 张旭     | Zhāng Xù       | Chang Hsü         | 658?–747?         | 1                      |
| Trương Thuyết             | 張說     | 张说     | Zhāng Yuè      | Chang Yüe         | 667-731           | 1                      |
| Trương Chí Hòa            | 張志和   | 张志和   | Zhāng Zhìhé    | Chang Chi'he      | 732-774           | 1                      |
| Trương Trọng Tố           | 張仲素   | 张仲素   | Zhāng Zhōngsù  | Chang Chong'su    | 769-819           | 2                      |
| Trịnh Cốc                 | 鄭谷     | 郑谷     | Zhèng Gǔ       | Cheng Hu          | 849-911           | 1                      |
| Trịnh Điền                | 鄭畋     | 郑畋     | Zhèng Tián     | Cheng T'ien       | 824?–882?         | 1                      |
| Chu Khách Dư              | 朱慶餘   | 朱庆余   | Zhū Qìngyú     | Chu Ch'ing-yü     | đầu thế kỷ thứ 9  | 2                      |
| Tổ Vịnh                   | 祖詠     | 祖咏     | Zǔ Yǒng        | Tsu Yung          | 699–746?          | 2                      |

1. ↑  Năm sinh, năm mất, thời gian hoạt động chính, hoặc các mốc thời gian khác.